# Ghost in the Shell: Stand Alone Complex
Ghost in the Shell: Stand Alone Complex (攻殻機動隊 STAND ALONE COMPLEX Kōkaku Kidōtai: Sutando Arōn Konpurekkusu?), es una serie de anime de ciencia ficción futurista basada en el manga Ghost in the Shell de Masamune Shirow, publicado por primera vez en 1989. La serie tiene un total de dos temporadas, dos OVAs que resumen cada una de esas dos temporadas y una película llamada Ghost in the Shell: Stand Alone Complex - Solid State Society. La segunda temporada tiene como identificación 2nd GIG.
La trama tiene lugar en el Japón del año 2030 tras el alza de este país como imperio económico debido al «milagro japonés» —reciclaje de residuos nucleares— y sigue a la organización de fuerzas especiales Sección 9 de Seguridad Pública, en particular a su segunda de a bordo la Mayor Motoko Kusanagi tras Daisuke Aramaki, líder de la sección.
La primera temporada fue estrenada el 1 de octubre de 2002 y finalizó su episodio 26 el 1 de octubre de 2003. Fue emitida en Singapur, Italia, Hong Kong, China, Tailandia e Indonesia por Animax. En Estados Unidos fue emitida por Cartoon Network mediante el bloque Adult Swim. En Canadá fue emitida por YTV—Bionix, mientras que en Alemania por MTV Central. En España se emitió por Cuatroº. En Australia fue emitida por SBS. En Francia se emitió por Canal+ Europe2 TV, mientras que en Corea del Sur por Anione TV. En Portugal fue emitida por SIC Radical y en México por Canal 22.
La segunda temporada fue estrenada el 1 de enero de 2004 en Japón y terminó con su episodio 26 el 8 de enero de 2005 en la red de televisión por satélite de anime Animax, por TV de pago. La emisora en abierto Nippon TV la emitió posteriormente el 12 de abril de 2005. Se ha emitido por el bloque Adult Swim de Cartoon Network en los Estados Unidos. En España fue emitida por primera vez en 2006 por la emisora Cuatroº.
Una nueva serie de anime en formato ONA titulada Ghost in the Shell: SAC_2045 se anunció formalmente en diciembre de 2018 y la primera temporada se lanzó en Netflix el 23 de abril de 2020. La segunda temporada se estrenará en una fecha posterior y ambas temporadas constarán de 12 episodios cada una, con Kenji Kamiyama dirigiendo una temporada y Shinji Aramaki dirigiendo la otra temporada.
Bandai Visual posee los derechos de distribución de DVD en Japón mientras Manga Entertainment posee los derechos de distribución en Norteamérica y Europa. En España es distribuida por Selecta Visión quien la comercializa en DVD. La serie contiene unos cortos llamados La hora Tachikoma que también aparecían en la primera temporada.

## Personajes principales
La Sección 9 de Seguridad Pública está formada por nueve miembros cada uno especializado en una habilidad diferente. Los dos únicos miembros con el cuerpo totalmente sintético son la mayor Motoko Kusanagi y Batou.
- Daisuke Aramaki: es el dirigente de la Sección 9. Consigue, con sus contactos internacionales y personales, resolver la mayoría de los casos que les ofrecen. Es respetado por su equipo, aunque a veces lo llaman «hombre mono» —tal vez por su pelo. Pocas veces se implica en las acciones policiales, prefiriendo dirigir el trabajo de su equipo para coordinarlo, hace rápidas y autoritarias decisiones y mantiene en un cierto control a Kusanagi.[6]

- Motoko Kusanagi: la Comandante táctica de la Sección 9 y la segunda al mando. Kusanagi sufrió un accidente que hizo que le trasplantaran su cerebro a un cuerpo prostético desde una edad muy temprana. Aunque domina a la perfección su nuevo cuerpo, a veces es perseguida por sus recuerdos de la infancia de su incapacidad de manejar los pormenores de su operación. Oculta sus emociones en sus actitud estoica.[7]

- Batou: el «músculo» en la Sección 9 y el compañero más frecuente de Kusanagi. Batou es serio y se compromete cuando está en una misión, y un buen compañero y gracioso cuando no está en una. Como la mayoría de sus compañeros posee un cerebro cibernético. Además, tiene modificados sus ojos. En su tiempo libre, Batou pasa la mayor parte del tiempo en el gimnasio para mantener su gran físico.[8]

- Togusa: tiene un subcerebro implantado y aumentado cibernéticamente, y una mujer e hija en casa. Es uno de los pocos que no está modificado al menos al 50 % en la Sección 9. Fue reclutado por Kusanagi desde el departamento de policía, a diferencia de sus compañeros. Le gusta el trabajo de investigación y normalmente se le llama para infiltrarse en organizaciones sospechosas. Podría considerarse como el detective de la Sección 9. También le gusta usar armas arcaicas del siglo XX.[9]

- Saito: es el francotirador del grupo. Es un especialista en su materia y utiliza una gran cantidad de tipos de armas y tácticas. Utiliza un rifle del calibre .50 y puede a través de su ojo modificado cibernéticamente conectar con satélites GPS para mejorar su puntería.[10]

- Ishikawa: El miembro más antiguo de la Sección 9, exceptuando a Aramaki. Es agradable e inteligente cuyas actividades requieren trabajo de campo en cantidad. Un pirata informático avanzado, pasa la mayor parte de la serie buscando información en la red.[11]

- Pazu: Se cree que era un antiguo yakuza. Investigador y hábil en combate, éste usa un cuchillo plegable en las peleas. Es el fumador del grupo.

- Borma: También conocido como Boma, es el especialista en explosivos de la Sección 9. Su altura y fuerza mejorada son similares a las de Batou. Una característica del personaje es su calvicie y ópticas de color.

- Tachikoma: Son nueve robots con forma de araña que pueden ser usados como vehículos y que poseen una IA avanzada permitiéndole un grado alto de autonomía. Muy móviles y tienen una gran cantidad de mecanismos y armas como camuflaje termo-óptico.[12]

### Doblaje
| Personaje                      | Voz original       | Doblaje        | Doblaje | Datos                                                                                               |
| ------------------------------ | ------------------ | -------------- | --- | --------------------------------------------------------------------------------------------------- |
| Personaje                      | Japón              | Español        | Inglés | Datos                                                                                               |
| Daisuke Aramaki                | Osamu Saka         | Jorge Varela   | William Knight | Jefe de la Sección 9.                                                                               |
| Mayor Motoko Kusanagi          | Atsuko Tanaka      | Carmen Calvell | Mary Elizabeth McGlynn                                                                                                  | Teniente y 2ª al mando de la Sección 9.                                                             |
| Batou                          | Akio Ōtsuka        | Ricky Coello   | Richard Epcar | Antiguo ranger, ciborg completo.                                                                    |
| Togusa                         | Kōichi Yamadera    | Daniel Albiac  | Crispin Freeman | Compañero de Batou, antiguo detective de policía.                                                   |
| Ishikawa                       | Yukata Nakano      |                | Michael McCarty | Se especializa en informática.                                                                      |
| Saito                          | Tōru Ōkawa         |                | Dave Wittenberg | Francotirador experto con un ojo cibernético y un brazo prostético.                                 |
| Pazu                           | Takashi Onozuka    |                | Roberto Buchholz | Se rumorea que fue un antiguo yakuza.                                                               |
| Boma                           | Taro Yamaguchi     |                | Decano Wein | Especialista en explosivos.                                                                         |
| Tachikoma                      | Sakiko Tamagawa    |                | Herry Lynn, Rebecca Forstadt, Julie Maddalena, Sandy Fox, Melissa Fahn, Lara Jill Miller, Peggy O'Neal, Bridget Hoffman | Tanques arácnidos, hay 9 .                                                                          |
| Antiguos personajes            |                    |                | | |
| Personaje                      | Voz original       | Doblaje        | Doblaje | Datos                                                                                               |
| Personaje                      | Japón              | Español        | Inglés | Datos                                                                                               |
| Kubota                         | Taimei Zusuki      |                | Michael Forest | Oficial de Inteligencia del ejército, antiguo colega de Aramaki.                                    |
| Ministro de Asuntos Exteriores | Yōsuke Akimoto     |                | Tom Wyner | Mantiene su viejo trabajo con el nuevo gabinete, jefe de Aramaki.                                   |
| Equipo Técnico de la Sección 9 |                    |                | Chaquetas rojas | |
| Las operadoras                 | Eri Oono           |                | Debra Rogers | Pueden hacer té, manejar terminales de ordenador, responder al teléfono o pilotar un convertiplano. |
| Nuevos personajes              |                    |                | | |
| Personaje                      | Voz original       | Doblaje        | Doblaje | Datos                                                                                               |
| Personaje                      | Japón              | Español        | Inglés | Datos                                                                                               |
| Yoko Kabayuki                  | Yoshiko Sakakibara |                | Barbara Goodson | Primera mujer en ser Primer ministro de Japón.                                                      |
| Takakura                       | Yoshiro Mutou      |                | | Secretario Principal de Gabinete. El jefe superior detrás del nuevo gobierno de coalición.          |
| Kazundo Gouda                  | Ken Nishida        |                | John Snyder | Jefe del Gabinete de Servicio de Inteligencia.                                                      |
| Hideo Kuze                     | Rikiya Koyama      |                | Kirk Thornton | Uno de los miembros de «Los once individuales» un grupo terrorista.                                 |
| Proto                          | Ooki Sugiyama      | Ángel del Río  | | Nuevo recluta de la Sección 9, técnico de mantenimiento de los Tachikoma, prototipo bioroide.       |
| Azuma                          | Masahiro Ogata     |                | | Nuevo recluta de la Sección 9, operaciones de campo.                                                |
| Yano                           |                    |                | | Nuevo recluta de la Sección 9, novato, operaciones de campo.                                        |
| Fumiya Dobashi                 | Makoto Yasumura    |                | | Periodista, experto sobre «Los once individuales».                                                  |
| Yousuke Aramaki                | Osamu Saka         |                | William Knight | Hermano perdido de Daisuke Aramaki - mencionado en la primera temporada.                            |

## Argumento y líneas generales
La trama principal plantea la existencia de un «ghost», referido al espíritu humano, que habita en los cibercerebros avanzados y que puede ser transferido o implantado entre cuerpos cibernéticos, conservando la personalidad y los recuerdos de su original. Se plantea también si ese «ghost» podría estar presente en robots completamente sintéticos con inteligencia artificial.
La serie también trata intensamente problemas complejos de política, relaciones entre las altas esferas y espionaje industrial, así como un profundo análisis - que se realiza durante las dos temporadas de la serie - mediante los paralelos futuristas que traza de nuestra sociedad actual, y las formas en que podrían derivar en el futuro. Sin una necesidad de exactitud en cómo podría derivar, la serie no intenta asentar las bases del futuro sino vislumbrar a través de la imaginación del director y del propio telespectador ese posible futuro que llevaría consigo la implantación de la tecnología de manera masiva en la humanidad.
Dentro de la serie hay también otra historia, la de los Tachikomas, minitanques arácnidos de asalto concebidos como arma pero que, al tener una inteligencia totalmente artificial, tienen un comportamiento infantil y despreocupado. Aunque a lo largo de la serie y conforme se va desarrollando esa poca IA, van cuestionándose inquietudes sobre su propia existencia. Existe algunos capítulos aparte de la serie Ghost in the Shell: Stand Alone Complex, sobre estos Tachikomas incluidos después de los créditos de la serie.
A pesar de parecer que la serie tiene una trama argumental desligada, se va trazando a través de los capítulos de la primera temporada la historia de «El hombre que ríe», de quien poco a poco se irá desvelando su posible identidad, y su lucha contra el gobierno, la censura y las empresas transnacionales. La segunda temporada incorporará un juego político y social mucho más profundo, encontrándose la trama mucho más atada mientras se profundiza en la historia personal de los componentes de la Sección 9.
Ambas temporadas tienen como arco argumental central los fenómenos de «complejo de autosuficiencia», que dan nombre a la serie. La idea está parcialmente inspirada en el concepto de meme creado por Richard Dawkins, según el cual una idea puede considerarse que parasita cerebros con la intención de autorreplicarse. En el ámbito de la serie una acción delictiva puede provocar la aparición de imitadores - ya sea por virus que infecten los cibercerebros, ya sea por estar conectados permanentemente estos a la red... - en ausencia del original. De esta forma «El hombre que ríe» o «Kuze» - en la segunda temporada - goza de gran popularidad y de un enorme grupo de individuos que de forma semiinconsciente pretenden imitar sus actos. Las consecuencias de esta autorreplicación pueden llegar a provocar terribles consecuencias sociales.
La primera temporada se divide en dos partes, Stand Alone, que llega hasta la presentación de «El hombre que ríe», y Complex, que recoge el resto de capítulos. De este modo la primera de las partes son capítulos individuales que a simple vista parecen no tener correlación entre ellos pero que a mitad de la temporada toman otro matiz con la presentación de El hombre que ríe. Este personaje basa mucho su teoría y práctica en un libro de J. D. Salinger titulado El guardián entre el centeno.

## Media

### Primera temporada
En esta temporada, la mayor Motoko Kusanagi junto a su equipo y el líder Daisuke Aramaki deben perseguir crímenes cometidos tanto en el mundo real como en el mundo del ciberespacio.
En los primeros cuatro episodios la Sección 9 de Seguridad Pública consigue infiltrase en una casa de geishas para detener un asalto con rehenes, tiene que perseguir a un tanque que se escapa de unas instalaciones del gobierno y seguir el caso de suicidios de androides. También comienzan a desvelarse los datos sobre el que será el caso de la temporada, El hombre que ríe, un super hacker de alto nivel.
En los siguientes cuatro episodios, la Sección 9 debe, mientras capturan a un revolucionario extranjero y se ocupan de otros casos, hacer frente a la aparición definitiva de El hombre que ríe que amenaza con cometer un acto de terrorismo cibernético en la conferencia de prensa del General Superintendente.
Una vez que se dan cuenta de que El hombre que ríe ha aparecido, en los cuatro siguientes episodios, la Sección 9 se centra en el caso y la Mayor se introduce en un chat virtual donde hablan de El hombre que ríe, sin saber si los participantes son reales o imaginarios.
Por otro lado, siguen investigando otros casos, como un asesino en serie que llega a la ciudad, la infiltración de Togusa en una institución de «Síndrome de autismo cerebral» y «la escapada» de un Tachikoma.
En los cuatro episodios siguientes, la Sección 9 tiene que resolver el rapto de una chica y la protección de un hombre de negocios, a su vez, la Mayor comienza a estar preocupada por el comportamiento de los Tachikomas ya que su IA se desarrolla demasiado rápido y Batou tiene que infiltrarse en el gimnasio de un medallista al que admira.
Después, en estos cuatro episodios, Aramaki visita a una vieja amiga en Londres junto a Kusanagi y se encuentran en medio de un secuestro. Mientras tanto, Togusa sigue investigando al Hombre que ríe y su nueva pista, la Corporación Girasol, donde es disparado.
Durante los tres penúltimos episodios, Togusa después de ser disparado está en el hospital, y parece que algunos grupos quieren la disolución de la Sección 9, la Mayor tiene que reparar su cuerpo prostético después de un encuentro con un super robot y se descubre mucho más de la conspiración contra la Sección 9. Mientras tanto, el Hombre que ríe vuelve a aparecer y secuestra al presidente de Genómicas Serano, tal y como lo hizo seis años atrás. El final del caso comienza a estar más cerca.
En los últimos tres episodios, las investigaciones de la Sección 9 comienzan a dar sus frutos y descubren que desde el Gobierno se quiere su disolución. Es así como el Gobierno decide atacar el cuartel general de la Sección 9.

### Segunda temporada
La Sección 9, después de haber sido deshabilitada en la temporada anterior vuelve, en el primer episodio, a ser reconstruida clandestinamente con Daisuke Aramaki al mando, bajo las órdenes de Yoko Kabayuki la primera mujer ministra de Japón. Bajo Aramaki, y al mando de la Sección 9 está de nuevo Motoko Kusanagi con los mismos compañeros de la temporada anterior y junto a nuevas incorporaciones, incluida la de los Tachikomas que habían sido deshabilitados por haber adquirido una IA muy desarrollada.[cita requerida]
Esta vez se enfrentaran a una serie de atentados terroristas de la organización «los 11 individuales» y a la conspiración del servicio de inteligencia. El principal hilo argumental de la temporada es evitar el enfrentamiento entre el gobierno y los refugiados asiáticos.

### OVAs
Fueron lanzadas dos películas en formato OVA que resumen cada una de las temporadas.
La primera, titulada Ghost in the Shell: Stand Alone Complex: The Laughing Man, fue lanzada el 23 de septiembre de 2005, tiene una duración de 159 minutos y resume la primera temporada, enfocándose principalmente en el caso de El hombre que ríe.
La segunda se titula Ghost in the Shell: S.A.C. 2nd GIG - Individual Eleven, fue lanzada el 27 de enero de 2006, dura 162 minutos y resume la segunda temporada, enfocándose en los eventos esenciales relacionados con la historia del Individual Eleven.

### Película
Ghost in the Shell: Stand Alone Complex: Solid State Society Es una película de anime de ciencia ficción de 2006 y una secuela directa de «Ghost in the Shell: Stand Alone Complex». Basada en el manga de Masamune Shirow, fue producido por Production I.G y dirigida por Kenji Kamiyama.
En 2034, dos años después de los eventos de 2nd GIG, La Mayor Motoko Kusanagi Ha Dejado la Sección 9 de Seguridad Pública Y ahora vaga sola por la red.
Mientras Tanto la Sección 9 Está investigando una serie de misteriosos suicidios de refugiados de la República Siak. Un hacker conocido como Kugutsnoshi, (literalmente «titiritero», en contraste con el personaje de la película original de Mamoru Oshi que era Ningyō-Zukai, literalmente «manejador de muñecas») parece ser responsable de los «suicidios» de los refugiados de Siak.

## El mundo de Ghost in the Shell: Stand Alone Complex
El mundo que se crea alrededor de la historia de Ghost in the Shell es muy rico y complejo, tanto desde el lado histórico y político como del científico y tecnológico, destacando por su verosimilitud. El ambiente construido no sólo enmarca a la historia, sino que le da una profundidad argumental muy grande, e incide decisivamente en el desarrollo de la serie.
En esta entrega se destapa mucha de la historia de fondo que solo vagamente fue nombrada en la primera película, incluyendo información sobre las últimas guerras mundiales. Entre comienzos de siglo y 2032, hubo dos conflictos principales que cambiaron la política mundial. El primero fue la Tercera Guerra Mundial nuclear y el otro fue la Cuarta Guerra Mundial convencional, también conocida como la Segunda Guerra de Vietnam. El aumento de estados independientes y regiones soberanas fue el resultado del caos de los 30 años pasados. El planeta permanece más dividido que nunca, y en varias partes del planeta se plantea la pregunta de quién realmente está al mando.
1991 Islas Kuriles
- Rusia devolvió cuatro Islas Kuriles (incluyendo Etorufu) a Japón.

2000 – 2015 Tercera Guerra Mundial
- La Tercera Guerra Mundial fue una guerra nuclear, ocurriendo en algún momento entre 2000 y 2015. Mientras muy poco es revelado todavía sobre los acontecimientos que ocurrieron para causar la guerra, pruebas muestran que la guerra se originó por una serie de cambios nucleares a través de Eurasia.

- Bombardeo Nuclear de Tokio - la sede de gobierno temporalmente fue transferida a Niihama (Kōbe) antes de la reubicación permanente a Fukuoka, Kyūshū. El centro de Tokio fue sumergido bajo el agua.

- Bombardeo nuclear de Okinawa.

2015 El Milagro Japonés
- Japón permaneció neutral mientras la guerra continuó, hasta que la ciudad de Tokio fuera destruida por una explosión nuclear y aún entonces, sólo se inmiscuyó en la guerra en posiciones de retaguardia, nunca metiendo la FJAD en combate real. Hacia el final de la guerra, varias de las principales potencias mundiales habían caído. Prácticamente la única en permanecer en el mundo fue Japón, porque el daño de la guerra fue reducido al mínimo por el «Milagro japonés»: un enjambre de micro-máquinas capaces de quitar la radiación del ambiente. La llegada del «milagro japonés» se dijo que contribuyó a la disminución del poder de Estados Unidos: ya que las consecuencias nucleares ahora podrían ser mitigadas, las armas nucleares estadounidenses no eran ya tan poderosas.

La Ascensión del Imperio Estadounidense
- Después de que la Tercera Guerra Mundial hubiese terminado, Estados Unidos se dividió en el Imperio Estadounidense, la Alianza ruso-estadounidense y Estados Unidos. El Imperio Estadounidense se convirtió en un gobierno imperialista, y en un intento de recuperar el poderío mundial comenzó la conquista de nuevas áreas en América. Debido a una economía golpeada y una posición política débil, el Imperio Estadounidense cerró un pacto de seguridad con Japón. El pacto reafirma el artículo 9 de la constitución japonesa, que prohíbe a Japón tanto el despliegue de su ejército en ultramar como la posesión de armas nucleares.

2015 - ¿2024? Cuarta Guerra Mundial (Segunda Guerra de Vietnam)
- La Segunda Guerra de Vietnam, como su nombre sugiere, fue centrada alrededor de Indochina. Sin embargo, mientras el conflicto comenzó en la región alrededor de Vietnam, países en el mundo entero todavía batallaban en conflicto interno después de la última guerra mundial. Desde del verano de 2020, Europa y Asia mantuvieron una guerra vana de desgaste.

- Japón se había movido hacia una política punitiva aislacionista mientras internamente esto originó un equilibrio extraño en política después de la tercera guerra mundial..

- Reconquista de Nemuro. El Umibozu se dio a conocer en la zona e internacionalmente por su táctica y sus habilidades en el recobro acertado del puerto de la ciudad.

Guerra mexicana del 2020 y campaña sudamericana
- El Imperio Estadounidense pidió el despliegue de tropas de las Naciones Unidas bajo el pretexto de derrocar los gobiernos en extremo corruptos de México y de todos los demás países americanos. A través de bombardeo en alfombra, tropas motorizadas y atrocidades de guerra (ver «Una travesía por la jungla», primera temporada), fuerzas combinadas de Naciones Unidas se movilizaron por las distintas regiones de América para lograrlo y además barrer a las guerrillas restantes.

Poco se sabe acerca de la guerra en México, pero en la serie se observa la posible entrada del ejército de las Naciones Unidas por la ciudad de Monterrey.
- Durante este tiempo hubo cientos de grupos de mercenarios en todas las regiones devastadas en Centroamérica y Sudamérica formados por los remanentes de ejércitos que pertenecieron a naciones que ya no existen. También hubo varias operaciones no oficiales que involucraron a tropas japonesas de Naciones Unidas.

2024 Guerra de la península de Corea (Segunda Guerra Coreana)
- La guerra civil estalló en la península que condujo a la unificación.

- El Imperio Estadounidense pidió el despliegue de tropas bajo la bandera de Naciones Unidas para estabilizar la lucha dentro de la península.

- Japón desplegó fuerzas de pacificación de Naciones Unidas en el área relativamente tranquila de Shinuiju.

- Los soldados restantes de la milicia nacional se rindieron a las fuerzas de Naciones Unidas.

2024 Incidente de El Hombre que Ríe
- Primera manifestación del Hombre que ríe.

2029 Formación de la Sección 9
- La Sección 9 se forma de manera secreta para combatir los casos de terrorismo cibernético.

2031 Disolución oficial de la Sección 9
- Disolución de La sección 9

- Formación de Gabinete Kayabuki después de elecciones generales

- Yakushima Detenido

- El 9 de junio fue lanzado satélite con IA de los Tachikomas.

### Tecnología
La tecnología de Ghost in the Shell destaca por ser si bien muy avanzada, notoriamente realista, considerando que podemos hablar de casi mediados del siglo XXI. Buena parte de ella está destinada al mejoramiento y el emborronamiento de los límites entre los seres humanos y las máquinas, haciendo que la línea entre lo virtual y lo real esté muy difuminada.
Stand Alone Complex intenta pintar el futuro de forma convincente, extendiendo nexos desde el presente hacia el futuro. Generalmente, un espectador puede especular qué fábrica actual o firma de investigación sería el responsable de los cambios en las máquinas y edificios del futuro.

#### Adelantos tecnológicos
De las muchas tecnologías futuristas, las más importantes en la serie son los implantes electrónicos en el cuerpo humano o implantes prostéticos. Entre ellos, la tecnología del cibercerebro o computadora de aumento neuronal se considera la mejor argumentada. Esta consiste en la implantación de poderosas computadoras en el cerebro, que aumentan tremendamente ciertas capacidades mentales como la memoria. Equipada con un acceso ubicuo a una red informática, se muestra como una tecnología integral fundamental para el futuro de la comunidad japonesa. Sus aplicaciones incluyen una comunicación «inalámbrica», solo «pensando», algo parecido a la «telepatía,» sólo que puede llevarse a cabo a largas distancias; capacidades de búsqueda y acceso a información masivas, y la digitalización de medios cifrados. La serie es notable por pintar un uso creíble de estos recursos. Al mismo tiempo, hay varias contraindicaciones, tales como el «Síndrome de la cápsula cerrada» o autismo cibercerebral y «Esclerosis ciberneural». Esta tecnología es de muchas formas la base de la serie.
Otros de los mecanismos y tecnologías importantes en la serie son los miembros y cuerpos artificiales, destinados por ejemplo a aumentar las capacidades motrices de los soldados y las fuerzas de élite, los conocidos como implantes prostéticos. Los órganos y miembros prostéticos cibernéticos son de amplia aparición en las series de ciencia ficción, y están en investigación actualmente.
Además de la anterior, otra tecnología pero de uso militar, es el camuflaje óptico activo: Los miembros de la Sección 9 así como sus tanques Tachikoma tienen la habilidad de activar un camuflaje óptico especial que les permite estar continuamente adaptándose al medio ambiente, haciéndolos casi invisibles al ojo desnudo. El sistema resulta imperfecto, pues a distancias cercanas se pueden notar los movimientos de los usuarios.
Los Tachikoma son parte activa en la serie, son minitanques tácticos con capacidades extraordinarias de camuflaje, informática y armamentística, con una inteligencia artificial rudimentaria e infantil.

## Banda sonora
La banda sonora está compuesta por la artista Yōko Kanno, responsable de bandas sonoras de otras series de anime. como Cowboy Bebop, Macross Plus, Earth Girl Arjuna, Escaflowne y Wolf's Rain, y está compilada en tres álbumes, con las participaciones vocales de la lírica rusa Origa. Las letras de las canciones están en varios idiomas: ruso, latín, inglés y japonés principalmente.
Ghost in the Shell: Stand Alone Complex
Opening
- Intérprete: Yōko Kanno - «Inner universe» —voz: Origa / Shanti Snyder.

- Intérprete: Yōko Kanno - «GET9» —voz: Jillmax, letra: Jensen (emisión en televisión).[cita requerida]

Ending
- Intérprete: Yōko Kanno - «Lithium flower» —voz: Scott Matthew, letra: Tim Jensen.

- Intérprete: Yōko Kanno - «I do» —voz y letra: Ilaria Graziano (emisión en televisión).[cita requerida]

2nd GIG
Opening
- Intérprete: Yōko Kanno - «Rise» —voz: Origa/Shanti Snyder.

- Intérprete: Yōko Kanno - «CHRisTmas in the siLenT foreSt» —voz: Ilaria Graziano / Shanti Snyder, letra: Shanti Snyder (emisión en televisión).[cita requerida]

Ending
- Intérprete: Yōko Kanno - «Living inside the shell» —voz: Steve Conte / Shanti Snyder, Letra: Shanti Snyder /Música Yōko Kanno.

- Intérprete: Yōko Kanno - «From the toof top ~ Somewhere in the silence (Sniper's theme)» (conocida también como «Snyper») —voz:Ilaria Graziano, letra: Tim Jensen (emisión en televisión).[cita requerida]

### Banda sonora Ghost in the Shell: Stand Alone Complex
Ghost in the Shell: Stand Alone Complex O.S.T.
Ghost in the Shell: Stand Alone Complex O.S.T. es la primera banda sonora original de la serie anime Ghost in the Shell: Stand Alone Complex. Está compuesta por Yōko Kanno y coproducida por Toshiaki Ota. Se recoge en ella la música y canciones que aparecen en la primera temporada de la serie y está producida por Kanno, Victor Entertainment y Bandai. Se publicaron dos versiones del CD:[cita requerida] uno original, y más tarde la versión «+». Esta última contiene la versión para televisión de la canción inicial y final de la segunda temporada, Ghost in the Shell: Stand Alone Complex 2nd GIG.[cita requerida] Versiones posteriores de la versión «+» fueron incorrectamente masterizadas y canciones del CD difieren del listado de canciones. Este error fue corregido de manera que las versiones actuales no sufren ese error.[cita requerida]
| Ghost in the Shell: Stand Alone Complex O.S.T. | |                      |                                     |          |  |
| N.º                                            | Título                                                                                              | Letras               | Voz                                 | Duración |  |
| 1.                                             | «Run rabbit junk»                                                                                   | Tim Jensen           | HIDE Hideyuki Takahashi (高橋秀幸?) | 4:32     |  |
| 2.                                             | «Yakitori» (ヤキトリ ({{{2}}}?)                                                                     |                      |                                     | 7:10     |  |
| 3.                                             | «Stamina rose» (Rosa resistente (スタミナ・ローズ sutamina rōzu?)                                   |                      | Gabriela Robin                      | 2:52     |  |
| 4.                                             | «Surf»                                                                                              |                      |                                     | 3:01     |  |
| 5.                                             | «Where does this ocean go?»                                                                         | troy                 | Ilaria Graziano                     | 4:45     |  |
| 6.                                             | «train search»                                                                                      |                      |                                     | 1:58     |  |
| 7.                                             | «Siberian doll house» (Casa de muñecas siberiana (シベリアン・ドール・ハウス shiberian dōru hausu?) | Gabriela Robin       | Gabriela Robin                      | 3:50     |  |
| 8.                                             | «Velveteen»                                                                                         | troy                 | Ilaria Graziano                     | 5:06     |  |
| 9.                                             | «lithium flower» (créditos de cierre)                                                               | Tim Jensen           | Scott Matthew                       | 3:25     |  |
| 10.                                            | «Home stay»                                                                                         |                      |                                     | 3:57     |  |
| 11.                                            | «Inner universe» (créditos de apertura)                                                             | Origa, Shanti Snyder | Origa and Ben Del Maestro           | 4:55     |  |
| 12.                                            | «Fish ~ silent cruise»                                                                              |                      | Ben Del Maestro                     | 7:30     |  |
| 13.                                            | «Some other time»                                                                                   | Gabriela Robin       | Gabriela Robin                      | 4:07     |  |
| 14.                                            | «Beauty is within us»                                                                               | Chris Mosdell        | Scott Matthew                       | 6:08     |  |
| 15.                                            | «We're the great»                                                                                   |                      |                                     | 1:34     |  |
| 16.                                            | «monochrome» (Monocromo (モノクローム monokurōmu?)                                                  | Tim Jensen           | Ilaria Graziano                     | 5:10     |  |
| 17.                                            | «GET9 [TV Size]»                                                                                    | Tim Jensen           | Jillmax                             | 1:17     |  |
| 18.                                            | «rise [TV Size]»                                                                                    | Origa, Tim Jensen    | Origa                               | 1:31     |  |

Stand Alone Complex O.S.T. 2
Stand Alone Complex O.S.T. 2 es la segunda banda sonora oficial de la serie de anime Stand Alone Complex. Está compuesta por Yōko Kanno y recoge las canciones y música que aparecen en la segunda temporada de la serie de anime Ghost in the Shell: S.A.C. 2nd GIG, y unas cuantas canciones de la primera temporada. La banda sonora está producida por Kanno, Victor Entertainment and Bandai.
La lista de canciones de este álbum está formada por canciones tituladas en japonés e inglés. Aunque algunas de las canciones en japonés pueden traducirse al español, algunas, como la canción 4 Aidoringu (アイドリング?), son demasiado ambiguas como para traducirlas exactamente.
| Stand Alone Complex O.S.T. 2 |                                                                                  |                 |                               |          |  |
| N.º                          | Título                                                                           | Letras          | Voz                           | Duración |  |
| 1.                           | «cyberbird» (Pájaro cibernético (サイバーバード saibābādo?))                     | Gabriela Robin  | Gabriela Robin                |          |  |
| 2.                           | «rise»                                                                           | Tim Jensen      | Origa                         |          |  |
| 3.                           | «ride on technology»                                                             |                 |                               |          |  |
| 4.                           | « (アイドリング aidoringu?)»                                                     |                 |                               |          |  |
| 5.                           | «i can't be cool»                                                                | Ilaria Graziano | Ilaria Graziano               |          |  |
| 6.                           | «3tops»                                                                          |                 |                               |          |  |
| 7.                           | «gonna rice»                                                                     |                 |                               |          |  |
| 8.                           | «GET9»                                                                           | Tim Jensen      | Jillmax                       |          |  |
| 9.                           | «Go DA DA»                                                                       |                 |                               |          |  |
| 10.                          | «psychedelic soul» (Alma psicodélica (サイケデリックソウル saikederikku souru?)) | Tim Jensen      | Scott Matthew                 |          |  |
| 11.                          | «what's it for»                                                                  | Tim Jensen      | Emily Curtis                  |          |  |
| 12.                          | «living inside the shell»                                                        | Shanti Snyder   | Steve Conte and Shanti Snyder |          |  |
| 13.                          | «pet food» (Comida de peces (ペットフード petto fūdo?))                          |                 |                               |          |  |
| 14.                          | «security off»                                                                   |                 |                               |          |  |
| 15.                          | «to tell the truth»                                                              |                 |                               |          |  |
| 16.                          | «i do»                                                                           | Ilaria Graziano | Ilaria Graziano               |          |  |
| 17.                          | «we can't be cool»                                                               |                 |                               |          |  |

Ghost in the Shell: Stand Alone Complex O.S.T 3
Ghost in the Shell: Stand Alone Complex O.S.T 3 es la tercera banda sonora oficial de Ghost in the Shell: Stand Alone Complex. Está compuesta por Yōko Kanno y recoge las canciones y música que aparece en la segunda temporada y algunas de la primera; está producido por Yōko Kanno, Victor Entertainment y Bandai.
| Ghost in the Shell: Stand Alone Complex O.S.T 3 |                                                                                                   |                |                           |          |  |
| N.º                                             | Título                                                                                            | Letras         | Voz                       | Duración |  |
| 1.                                              | «the end of all you'll know»                                                                      | Chris Mosdell  | Scott Matthew             |          |  |
| 2.                                              | «Torukia» (トルキア (torukia?)                                                                    | Gabriela Robin | Gabriela Robin            |          |  |
| 3.                                              | «know your enemy»                                                                                 |                |                           |          |  |
| 4.                                              | «laser seeker» (Buscador láser (レーザーシーカー reza shika?)                                     |                |                           |          |  |
| 5.                                              | «break through»                                                                                   |                |                           |          |  |
| 6.                                              | «Flying Low»                                                                                      |                |                           |          |  |
| 7.                                              | «Europe» (Europa (エウロペ Europa?)                                                               |                |                           |          |  |
| 8.                                              | «east of the peninsula» (半島の東)                                                                |                |                           |          |  |
| 9.                                              | «incomplete love story» (Historia de amor inacabada (未完成ラブストーリー mikansei rabusuto^ri^?) |                |                           |          |  |
| 10.                                             | «CHRisTmas in the SiLenT ForeSt»                                                                  | Shanti Snyder  | Ilaria Graziano           |          |  |
| 11.                                             | «access all areas»                                                                                |                |                           |          |  |
| 12.                                             | «sacred terrorist»                                                                                |                |                           |          |  |
| 13.                                             | «dear john»                                                                                       |                | Scott Matthew             |          |  |
| 14.                                             | «35.7 °C»                                                                                         |                |                           |          |  |
| 15.                                             | «Smile» (Sonrisa (スマイル sumairu?)                                                              |                |                           |          |  |
| 16.                                             | «Flashback Memory Stick»                                                                          |                | Origa and Ben Del Maestro |          |  |
| 17.                                             | «dew»                                                                                             |                | Ilaria Graziano           |          |  |

## Publicación en DVD
La serie ha sido publicada en DVD por la distribuidora Manga Entertainment junto a Bandai en siete volúmenes su primera temporada.
Una caja recopilatoria de trece DVDs, con dos episodios cada uno, fue publicada por Bandai Visual entre el 21 de diciembre de 2002 y 2003.
La adaptación inglesa del anime fue publicada en una caja recopilatoria de siete DVDs, cada uno conteniendo cuatro episodios salvo los dos últimos, que contienen tres, por Manga Entertainment y Anchor Bay Entertainment entre el 27 y el 26 de julio de 2004 y 2005 respectivamente.
En España fue publicada en DVD por la compañía Selecta Visión que la publicaría en fascículos semanalmente con un total de diecinueve entregas de venta en quioscos. La colección completa en DVD fue publicada por Bandai Visual como edición limitada el 27 de julio de 2007 en Japón,

### Primera temporada: Siete volúmenes
| ;Volumen 1 El volumen 1 fue publicado el 27 de julio en Estados Unidos y el 3 de agosto en Canadá, en edición normal y especial. En la portada, de color azul, puede verse a la Mayor Motoko Kusanagi encima de un tachikoma y de fondo lo que parece ser una torre eléctrica. La edición «Ghost in the Shell: Stand Alone Complex V1» Edición normal, contiene los episodios del —1x01 al 1x04— en widescreen directamente tomado de HD, en Dolby Digital 5.1 y en inglés y japonés con subtítulos en inglés. Como extra, contiene entrevistas con el director Kenji Kamiyama y la actriz dobladora de Motoko Kunsanagi Atsuko Tanaka. La Edición especial contiene tres DVD, el primero de ellos idéntico al de la edición normal, el segundo contiene los capítulos en DTS 5.1 surround en inglés y japonés con subtítulos en inglés, y el tercer disco es un CD con la banda sonora, versión +. Volumen 2 El volumen 2 fue publicado el 28 de septiembre en Estados Unidos y Canadá, en edición normal y especial. En la potada, con predominio del color amarillo claro, puede verse a la Mayor tumbada en el suelo, pero erguida sobre sus manos traseras y con las rodillas dobladas, con un tachikoma detrás. La edición «Ghost in the Shell: Stand Alone Complex V2» Edición normal contiene cuatro episodios —del 1x05 al 1x08— con las mismas características que el DVD volumen 1 edición normal, pero difiere de este en que como extra se elimina la entrevista a la actriz dobladora de Motoko Kusanagi y se incluyen tráileres y enlaces. La Edición especial contiene tres DVD, al igual que la Edición especial de «Ghost in the Shell: Stand Alone Complex V1», el primero de ellos es idéntico al de la edición normal del volumen 1, el segundo disco es igual al segundo disco de la versión especial del volumen 1, al igual que el tercer disco que contiene la banda sonora. Volumen 3 El volumen 3 fue publicado el 23 de noviembre en Estados Unidos y Canadá, en edición normal y especial. En la portada, de predominantes colores azulados, puede verse a la Mayor en solitario en lo que parece ser una posición defensiva y en un traje de combate. Tras ella puede adivinarse una infraestructura futurista. La edición «Ghost in the Shell: Stand Alone Complex V3» Edición normal contiene cuatro episodios —del 1x09 al 1x12— con las mismas características que en la edición normal del volumen 1, salvo que como extras se incluyen entrevistas y enlaces, eliminando la entrevista al director y a la actriz dobladora. La edición especial contiene dos DVD, el primero recoge lo mismo que la edición normal del mismo volumen, y el segundo los cuatro episodios con las mismas características que la edición especial del volumen 1. Finalmente, esta edición especial contiene una camiseta exclusiva. | ;Volumen 4 El volumen 4 fue publicado el 25 de enero en Estados Unidos y Canadá, en edición normal y especial. En la portada, de color más bien gris, puede verse a la Mayor en solitario en el suelo, con la mano y rodilla izquierda apoyada en el suelo, el pie derecho apoyado en el suelo y el brazo descansando sobre esa rodilla. La edición «Ghost in the Shell-Stand Alone Complex V4» Edición normal contiene cuatro episodios —del 1x13 al 1x16— con las mismas características que en la edición normal de la edición anterior. La Edición especial contiene dos DVD, el primero es igual al de la edición normal del mismo volumen, mientras que el segundo también recoge los episodios con las mismas características de la edición especial del volumen 1. Finalmente, esta edición especial contiene cartas coleccionables de identificación de los personajes. Volumen 5 El volumen 5 fue publicado el 22 de marzo en Estados Unidos y Canadá, en edición normal y especial. La portada, de predominantes colores blancos, está dominada por la figura de la Mayor vestida de traje de oficina, con una falda, de color amarillo. La imagen parece tomada desde la parte superior, creando una sombra tras de sí que se proyecta sobre lo que parece una especia de panal de color blanco. El contenido de «Ghost in the Shell: Stand Alone Complex V5», tanto de la edición normal como la edición especial es exactamente el mismo que el anterior, variando solo en el número de los episodios que contiene —del 1x17 al 1x20. En la edición especial no se incluye ningún material extra, solo los dos DVD con características idénticas que la edición especial anterior. Volumen 6 El volumen 6 fue publicado el 17 de mayo en Estados Unidos y Canadá, en edición normal y especial. La portada de colores oscuros está dominada por la Mayor vestida con el traje que la caracteriza, violeta y ceñido al cuerpo, con el fondo de una ciudad futurista. Hasta esta edición las portadas son siempre las mismas en la edición especial, solo que estas ediciones vienen cubiertas por una cartulina negra con franjas que dejan ver parte de la portada, dependiendo del volumen, van hacia un lado o hacia otro. El contenido de «Ghost in the Shell: Stand Alone Complex V6», es exactamente el mismo que el de la edición anterior, tanto normal como especial, variando solo en el número de episodios que contiene —del 1x21 al 1x23. En la edición especial se incluye una camiseta exclusiva y una carta de identificación de Togusa, aparte de los dos DVD característicos. |

Volumen 7
El volumen 7 fue publicado el 26 de julio en Estados Unidos y Canadá, en edición normal y especial. La portada es más bien de color gris, el único toque de color que puede apreciarse es el de un tachikoma de color azul, haciéndole compañía en la parte inferior derecha puede verse a la Mayor ocupando solo una pequeña parte de la portada ya que está enteramente dominada por la figura del tachikoma. En esta ocasión, la edición especial viene recogida en una caja de metal.
El contenido de «Ghost in the Shell: Stand Alone Complex V7», es el mismo que el de la edición anterior, variando solo en el número y números de episodios que contiene. En este caso serían los tres últimos episodios, en lugar de cuatro como en el volumen 6, como venía siendo habitual —1x24 al 1x26.
En la edición especial se incluye una exclusiva camiseta y tarjetas de identificación, aparte de los dos DVD ya mencionados en las otras versiones.

### Segunda temporada: siete volúmenes
En esta ocasión la colección se presentó bimestralmente en siete volúmenes. La edición especial se presentaba en caja de metal de DVD.
| ;Volumen 1 El volumen 1 fue publicado el 20 de septiembre de 2005 en Estados Unidos y Canadá, en edición normal y especial. La portada de colores oscuros muestra los rostros de la primera ministra japonesa y uno de los 11 Individuales, junto con la Mayor Motoko de cuerpo entero en primer plano. El contenido de la edición normal «Ghost in the Shell: Stand Alone Complex 2nd GIG V1» presenta los cuatro primeros episodios —del 2x01 al 2x04— directamente tomado de HD, en Dolby Digital 5.1 y estéreo, en inglés y japonés con subtítulos en inglés. Como extra, contiene entrevistas. En la edición especial de «Ghost in the Shell-Stand Alone Complex 2nd GIG V1» presenta tres DVD, el primer disco presenta los contenidos de la versión normal. El segundo es un disco en DTS con los episodios en inglés y japonés, también los incluye en estéreo en inglés con subtítulos. Como extras tiene entrevistas Por último el tercer disco es un CD de la banda sonora original de la segunda temporada Ghost in the Shell O.S.T.2. Volumen 2 El volumen 2 fue publicado el 22 de noviembre de 2005 en Estados Unidos y Canadá, en edición normal y especial. La portada, de tonos oscuros, muestra el rostro de Kazunso Ghouda y la imagen hasta la cintura de Motoko apoyada en la parte derecha con una mano y vestida con su equipo de combate y un chaleco. El contenido de la edición normal de «Ghost in the Shell: Stand Alone Complex 2nd GIG V2» presenta cuatro episodios —del 2x05 al 2x08— con las mismas características que el DVD de la edición normal de «Ghost in the Shell: Stand Alone Complex 2nd GIG V1», junto a entrevistas como extra. El contenido de la edición especial de «Ghost in the Shell: Stand Alone Complex 2nd GIG V2» contiene dos DVD, uno de ellos igual que el de la edición normal del presente volumen, y el otro es igual al segundo disco de la edición especial del volumen anterior. También presenta entrevistas. En este volumen se incluye un ratón de Ghost in the Shell y cartas para jugar. Al tiempo de la publicación de esta edición la serie seguía emitiéndose en el mismo horario y canal habitual. Volumen 3 El volumen 3 fue publicado el 24 de enero de 2006 en Estados Unidos y Canadá, en edición normal y especial. La portada muestra al equipo al completo de la Sección 9 de Seguridad Pública vestidos con ropas oscuras. El contenido de la edición normal de «Ghost in the Shell: Stand Alone Complex 2nd GIG V3» presenta cuatro episodios —del 2x09 al 2x12— con las mismas características que el DVD de la edición normal del volumen 1. El contenido de la edición especial de «Ghost in the Shell: Stand Alone Complex 2nd GIG V3» presenta dos DVD las características del DVD del volumen 2. También presenta entrevistas. Se incluye también dos figuras coleccionables especiales, la de Motoko Kusanagi y la de un Tachikoma. | ;Volumen 4 El volumen 4 fue publicado el 21 de marzo de 2006 en Estados Unidos y Canadá, en edición normal y especial. La portada muestra el rostro de Motoko Kusanagi y de Pazo junto a otro de los personajes. El contenido de la edición normal de «Ghost in the Shell: Stand Alone Complex 2nd GIG V4» presenta cuatro episodios —del 2x13 al 2x16— con las mismas características que el DVD del volumen 1, junto a entrevistas. El contenido de la edición especial presenta dos discos; el primero de ellos igual al de la edición normal del presente volumen, el segundo DVD presenta las mismas características que el segundo disco del volumen 1. Este volumen incluye las figuras coleccionables de Batou, el presidente y un androide. Volumen 5 El volumen 5 fue publicado el 30 de mayo de 2006 en Estados Unidos y Canadá, en edición normal y especial. La portada muestra el busto de la Mayor, con el pelo azul despeinado. El contenido de la edición normal de «Ghost in the Shell: Stand Alone Complex 2nd GIG V5» presenta cuatro episodios —del 2x17 al 2x20— con las mismas características que el DVD del volumen 1, junto a entrevistas. El contenido de la edición especial presenta dos discos; el primero de ellos igual al de la edición normal del presente volumen, el segundo DVD presenta las mismas características que el segundo disco del volumen 1. Este volumen incluye dos figuras coleccionables. El contenido de la edición especial presenta dos discos; el primero de ellos igual al de la edición normal del presente volumen, el segundo DVD presenta las mismas características que el segundo disco del volumen 1. Este volumen incluye las figuras coleccionables de Batou, el presidente y un androide. Volumen 6 El volumen 6 fue publicado el 26 de julio de 2005 en Estados Unidos y Canadá, en edición normal y especial. La portada presenta a la Mayor en una imagen que la muestra hasta las rodillas, con una camisa sin mangas blanca y un pantalón negro, detrás de ella puede verse una calle. Las dos ediciones contienen los tres penúltimos episodios —del 2x21 al 2x23. Volumen 7 El volumen 7 fue publicado el 26 de septiembre de 2006 en Estados Unidos y Canadá, en edición normal y especial.. En esta ocasión, la portada de la edición normal y especial son diferentes; la primera, muestra una imagen de Batou disparando un arma, junto a él aparece un Tachikoma, la segunda muestra a la Mayor Motoko de rodillas en el suelo, igual que en el volumen 4 de la primera temporada. Las dos ediciones contienen los tres últimos episodios —del 2x24 al 2x26. |